# Szojuz TMA–16
A Szojuz TMA–16 a Szojuz–TMA orosz háromszemélyes szállító/mentőűrhajó űrrepülése volt 2009-ben és 2010-ben. Az 50. emberes repülés a Nemzetközi Űrállomásra (ISS).

## Küldetés
Hosszú távú cserelegénységet szállított az ISS fedélzetére. A tudományos és kísérleti feladatokon túl az űrhajók cseréje volt szükségszerű.

## Jellemzői
2009. szeptember 30-án a Bajkonuri űrrepülőtér indítóállomásról egy Szojuz–FG juttatta Föld körüli, közeli körpályára. Több pályamódosítást követően október 2-án a Nemzetközi Űrállomást (ISS) automatikus vezérléssel megközelítette, majd sikeresen dokkolt. Az orbitális egység pályája 88,8 perces, 51,6 fokos hajlásszögű, elliptikus pálya-perigeuma 201 kilométer, apogeuma 258 kilométer volt.
Az időszakos karbantartó munkálatok mellett elvégezték az előírt kutatási, kísérleti és tudományos feladatokat. Fogadták az űrsiklókat, elvégezték a meghatározott programokat. Fogadták a teherűrhajókat (M–03M, M–04M), kirámolták a szállítmányokat, illetve bepakolták a keletkezett hulladékot.
2010. március 18-án Arkalik (oroszul: Арқалық) városától hagyományos visszatéréssel, a tervezett leszállási körzettől mintegy 60 kilométerre délre ért Földet. Összesen 169 napot, 04 órát, 09 percet és 19 másodpercet töltött a világűrben. 2668 alkalommal kerülte meg a Földet.

## Személyzet
- Makszim Viktorovics Szurajev (1), parancsnok,  Oroszország
- Jeffrey Williams (3), fedélzeti mérnök,  Egyesült Államok
- Guy Laliberté (1), űrturista,  Kanada[2] – a Szojuz TMA–14-gyel tért vissza

### Leszálláskor
- Makszim Viktorovics Szurajev (1), parancsnok,  Oroszország
- Jeffrey Williams (3), fedélzeti mérnök,  Egyesült Államok

### Tartalék személyzet
- Alekszandr Alekszandrovics Szkvorcov  Oroszország
- Shannon Baker Walker fedélzeti mérnök  Egyesült Államok
- Barbara McConnell Barrett polgári űrturistája  Egyesült Államok

## Külső hivatkozások
- Szojuz TMA–16. kursknet.ru. [2015. október 5-i dátummal az eredetiből archiválva]. (Hozzáférés: 2013. augusztus 16.)
- Szojuz TMA–16. spacefacts.de. (Hozzáférés: 2013. augusztus 16.)
- Szojuz TMA–16. sg.hu. (Hozzáférés: 2013. augusztus 16.)
- Szojuz TMA–16. lib.cas.cz. [2013. október 13-i dátummal az eredetiből archiválva]. (Hozzáférés: 2013. augusztus 16.)